# Великуша
Велику́ша (рос. Великуша) — присілок у складі Кічменгсько-Городецького району Вологодської області, Росія. Входить до складу Кічмензького сільського поселення.

## Населення
Населення — 1 особа (2010; 36 у 2002).
Національний склад (станом на 2002 рік):
- росіяни — 94 %

## Персоналії
- Казаков Михайло Ілліч (1901—1979) — радянський військовий діяч.